# Steven Dhondt
Pour les articles homonymes, voir Dhondt.
Steven Dhondt, né le 5 mars 1974 à Huysse (province de Flandre-Orientale), est un auteur de bande dessinée et illustrateur belge néerlandophone. Il est également connu sous le pseudonyme Stedho.

## Biographie

### Jeunesse
Steven Dhondt naît le 5 mars 1974 à Huysse,.
Enfant, il lit déjà les bandes dessinées belges, avec un amour particulier pour Bob et Bobette, Le Chevalier rouge de Willy Vandersteen et Gil et Jo de Jef Nys. Il aborde la bande dessinée dès l'âge de neuf ans. Il est élève dans la classe de l'instituteur Marc de Bel. Chaque vendredi après-midi, il raconte à ses élèves des histoires qu'il improvise pour la plupart. L'une d'entre elles est De Knikkerdiamanten [« Les Diamants de marbre »]. Il aime tellement ce conte qu'il commence à l'illustrer. Impressionné par le don du garçon pour le dessin, Marc de Bel l'invite à en faire une bande dessinée et l'aide pour les mises en page et l'initie aux bandes dessinées légendaires de Mœbius et François Boucq. Le garçon n'a jamais entendu parler de ces auteurs auparavant, mais ils lui font une énorme impression.
La réalisation de la bande dessinée De Knikkerdiamanten (1985), prend six mois. Un millier d'exemplaires sont imprimés et vendus. Ce même duo crée également une autre bande dessinée : De Schat van de Clown [« Le Trésor du clown »], 1986).

### Débuts professionnels
Pendant ce temps, Dhondt étudie l'architecture à l'Université de Gand où il obtient le diplôme d'ingénieur en architecture, mais estime que cette orientation ne lui apporte pas suffisamment de satisfaction créative. En 2002, il est contacté par Standaard Uitgeverij afin de savoir s'il est intéressé à faire plus d'adaptations en bande dessinée de certains des livres pour enfants les plus populaires de Marc De Bel. Avec plus d'expérience graphique, Stedho réalise quatre livres dérivés sur le plus petit Boeboeks Pit en Puf (2002-2004) en coopération avec Ivan Adriaenssens. D'autres adaptations de Stedho et Adriaenssens suivent dans la collection « Getekend, Marc de Bel » (2004-2006),.
L'une d'entre elles De Kriegels (2006-2008) est suffisamment populaire pour voir la création de sa propre série de bandes dessinées. Sept autres albums avec les triplées espiègles sont réalisés par Stedho et Adrianssens.

### Bandes dessinées personnelles
En 2005, Stedho crée sa première véritable bande dessinée en solo, Ooievarken (Bee Dee, 2006). Cette bande dessinée de pantomime expérimentale est centrée sur quatre personnages qui vivent tous séparément les uns des autres. L'un est un pilote de l'espace, un autre une cigogne, un autre encore une jeune femme qui vit dans une ferme dans le désert et le dernier personnage un animal mystérieux qui ressemble à un oryctérope. Les tranches de la bande dessinée sont apparues pour la première fois dans INK et sur le portail Pulp de Luxe. D'autres expériences personnelles de bande dessinée de Stedho sont publiées dans les premiers numéros de P@per, le supplément bande dessinée de Brabant Strip Magazine. Avec le scénariste David Boriau, il réalise un court récit Au Nom d'Azane (2006) pour le magazine français de bande dessinée d'heroic fantasy Lanfeust Mag. C'est sa première publication sur le marché français.
Il publie plusieurs albums et ouvrages jeunesses - parfois sous le pseudonyme Stedho  chez l’éditeur Standaard Uitgeverij ou Een Broer !?, Boy ou encore Babyboem chez Oogachtend.

### Red Rider
De 2016 à 2017, Stedho fait partie de The Wolfpack, une équipe créative de Standaard Uitgeverij chargée de proposer de nouvelles idées de séries dérivées pour les créations classiques de Willy Vandersteen, à la suite du succès de Amoras. Les autres membres de ce collectif sont le réalisateur Vincent Bal, le conteur Johan De Smedt, le coloriste Tom Metdepenningen et les auteurs Bruno De Roover, Lectrr, Romano Molenaar, Gerben Valkema et Aimée de Jongh. Finalement, le seul projet né des remue-méninges de Wolfpack est Red Rider (2017), un concept de Lectrr et De Smedt. Stedho est approché pour devenir le dessinateur de cette série, qui réinvente la bande dessinée de chevalerie classique en une bande dessinée d'action contemporaine, comparable à un titre de super-héros américain. Le « Cavalier rouge » de Lectrr et Stedho n'a rien à voir avec le Moyen Âge. La bande dessinée se déroule dans les temps modernes et transforme Johan le chevalier rouge en un motard nommé Red. Red est un vétéran de la guerre d'Irak et traverse le Midwest américain sur sa moto pour noyer son passé. Cette série (3 tomes) vaut à leurs auteurs le prix Fnac 2018 de la meilleure bande dessinée de l'année,.

### Le marché français
Puis, il entreprend Obscurcia avec David Boriau. Cette trilogie fantastique d'inspiration manga publiée aux éditions Delcourt de 2018 à 2019 conte l’histoire d’une quête dans un monde peuplé de souvenirs, de monstres gigantesques et de doudous oubliés, d’un rite de passage, celui de l’enfance au monde adulte,.
En 2019, il s'associe au scénariste Maxe L'Hermenier pour l'adaptation en bande dessinée de l'ouvrage de l'écrivain français Pierre Bottero intitulé Fils de sorcières publié dans la collection « Pépites » aux Éditions Jungle,.
En 2020, il réalise le one shot Adam Quichotte chez le même éditeur,,. Toujours la même année, il dessine une autre adaptation d'une œuvre littéraire du romancier Jean-Claude Mourlevat intitulée L'Enfant océan,, dans la collection « Pépites ». Il enchaîne avec une histoire inédite Le Voleur de songe, en 2022.
Il retrouve David Boriau pour qui il dessine un western intitulé Wanted, portrait de sang publié dans la collection « Drakoo Fantasy » aux éditions Drakoo en 2023,,,. Selon Henri Filippini : « Steven Dhondt [...] propose des images à la fois dynamiques et dépouillées, sans pourtant négliger les décors soignés ».

### Contributions graphiques
En outre, en 2005, Stedho répond à l'appel de l'armée belge et participe au collectif BDéfense ! vendu au profit d'œuvres caricatives. En 2010, il est l'un des nombreux artistes qui apporte une contribution graphique au livre Jommekes Bij De Vleet, qui rend hommage au créateur de Gil et Jo, Jef Nys. Il rend un hommage graphique à Pom dans l'album hommage collectif Op Het Spoor van Pom [« Sur la trace de Pom »] en 2011. Stedho apporte sa contribution à Bruss. Brussels in shorts (Oogachtend 2011, 2014), deux livres d'anthologie avec des courts récits se déroulant dans divers lieux de Bruxelles. Dans le premier volume, il choisit le Vieux Marché aux Grains pour conter l'histoire d'un groupe de mendiants et d'une mystérieuse boîte. Dans le deuxième volume, il réalise une parodie d'Alice au pays des merveilles de Lewis Caroll qui se déroule dans le métro de Bruxelles. Il est un des artistes à contribuer à l'artbook Building Bridges in Europe [« Construire des ponts en Europe »] publié par the European Association of National Builders’ Merchants Associations and Manufacturers (UFEMAT) en 2012, où il réalise une planche sur le mur de Berlin. À l'occasion du 60e anniversaire de Gaston Lagaffe, il rend également hommage au personnage d'André Franquin dans l'album collectif Gefeliciflaterd ! publié aux éditions Dupuis en 2017.

### Vie privée
Steven Dhondt a vécu à Gand. En 2023, il habite désormais en campagne flamande, avec ses deux filles, un chien, quatre moutons et deux poules.

## Publications

### Albums de bande dessinée

#### Obscurcia
- 1. Chapitre 1[24],[25], Delcourt, Paris, 12 septembre 2018
Scénario : David Boriau - Dessin : Steven Dhondt - Couleurs : Yoann Guillo -  (ISBN 978-2-413-00014-3)
- 2. Chapitre 2[26],[27], Delcourt, Paris, 16 janvier 2019
Scénario : David Boriau - Dessin : Steven Dhondt - Couleurs : Yoann Guillo -  (ISBN 978-2-413-00015-0)
- 3. Chapitre 3[6],[7],[28],[29], Delcourt, Paris, 10 avril 2019
Scénario : David Boriau - Dessin : Steven Dhondt - Couleurs : Yoann Guillo -  (ISBN 978-2-413-01841-4)

#### Fils de sorcières
- 1. Fils de sorcières[8],[9], Éditions Jungle, coll. « Pépites », Paris, 27 novembre 2019
Scénario : Maxe L'Hermenier - Dessin : Stedho - Couleurs : Steven Dhondt -  (ISBN 978-2-8222-2670-7),Adapté de Pierre Bottero.
- 2. Le Voleur de songe[16],[17], Éditions Jungle, coll. « Pépites », Paris, 21 avril 2022
Scénario : Maxe L'Hermenier - Dessin : Stedho - Couleurs : Steven Dhondt -  (ISBN 978-2-8222-3269-2)

#### Adam Quichotte
- Les Spaghettis de Papy Pierre[10],[11],[12], Jungle, Paris, 6 février 2020
Scénario, dessin et couleurs : Stedho -  (ISBN 978-2-8222-2999-9)

#### L'Enfant océan
- L'Enfant océan[13],[14],[15], Jungle, coll. « Pépites », Paris, 10 septembre 2020
Scénario : Maxe L'Hermenier - Dessin et couleurs : Stedho -  (ISBN 9782822230056),Adapté de Jean-Claude Mourlevat.

#### Wanted, portrait de sang
- Wanted, portrait de sang[18],[19],[20],[21], Drakoo, coll. « Drakoo Fantasy », Aix-en-Provence, 28 juin 2023
Scénario : David Boriau - Dessin et couleurs : Steven Dhondt -  (ISBN 978-2-382-33138-5)

#### Skinwalker
- Skinwalker, Drakoo, Aix-en-Provence, 27 août 2025
Scénario : Gabriel Katz - Dessin et couleurs : Steven Dhondt -  (ISBN 978-2-382-33190-3)

### Collectifs
- BDéfense[22] !, Forces armées belges, Bruxelles, décembre 2005
Scénario : collectif - Dessin : collectif dont Stedho - Couleurs : quadrichromie -  (ISBN 90-7517-204-4)

### Expositions collectives
- Brussels in shorts (Passaporta/Oogachtend), Centre belge de la bande dessinée du 27 octobre au 7 décembre 2014. Cette exposition est consacrée au concours, sous la présidence de Judith Vanistendael, de création Brussels in Shorts à l'instigation de Passa Porta, maison de littérature internationale, réunissant de jeunes auteurs dont les Belges : Laure Allain et Michaël Olbrechts, Delphine Frantzen, Fabienne Loodts, Kim Duchateau ou Steven Dhondt qui ont eu l’occasion de découvrir la ville et de s’en inspirer[30]. Un album Bruss.2 est publié aux éditions Oogachtend[31].

## Prix et récompenses
- 2018 : prix Fnac de la meilleure bande dessinée de l'année pour Red Rider partagé avec Lectrr[5],[1].